# Lonchocarpus nelsii
Lonchocarpus nelsii là một loài thực vật có hoa trong họ Đậu. Loài này được (Schinz) Heering & Grimme miêu tả khoa học đầu tiên.